# Mirkopolje
Mirkopolje je naseljeno mjesto u Republici Hrvatskoj u Zagrebačkoj županiji. 

## Zemljopis
Administrativno je u sastavu općine Krašić. Naselje se proteže na površini od 7,15 km².

## Stanovništvo
Prema popisu stanovništva iz 2001. godine u Mirkopolju živi 96 stanovnika i to u 30 kućanstava. Gustoća naseljenosti iznosi 13,43 st./km².
| broj stanovnika | 66    | 88    | 79    | 113   | 134   | 144   | 138   | 167   | 269   | 177   | 165   | 156   | 130   | 137   | 96    | 93    | 82    |
|                 | 1857. | 1869. | 1880. | 1890. | 1900. | 1910. | 1921. | 1931. | 1948. | 1953. | 1961. | 1971. | 1981. | 1991. | 2001. | 2011. | 2021. |